# Red Army Mostar

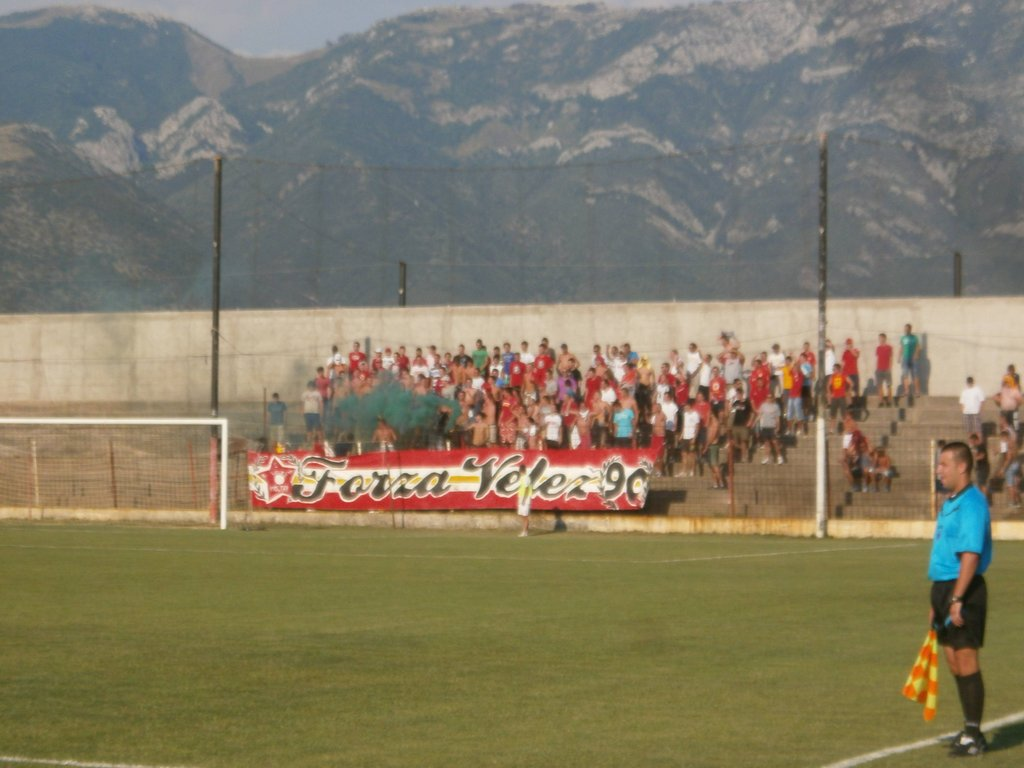
Kibice FK Velež Mostar

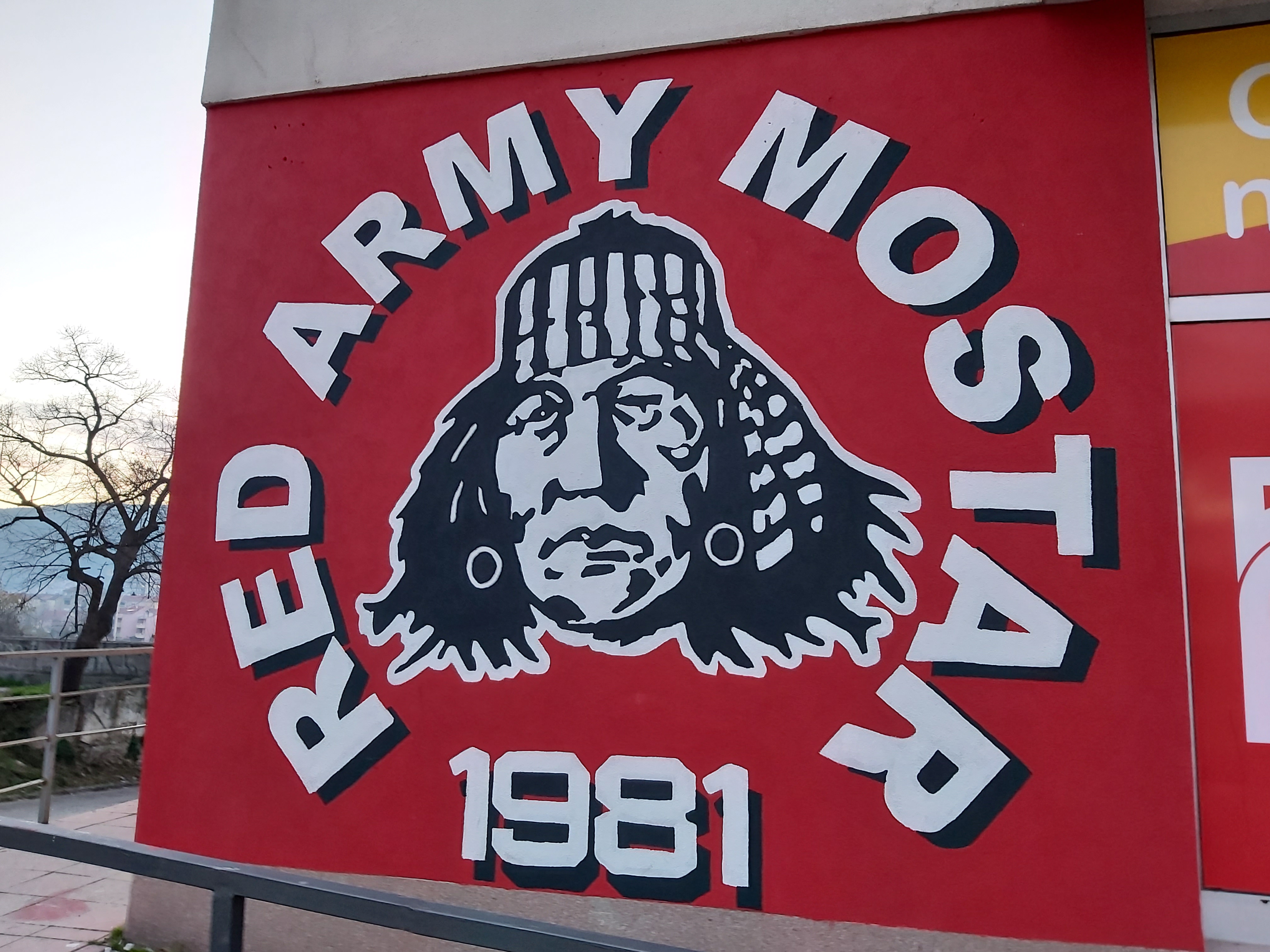
Mural Red Army Mostar

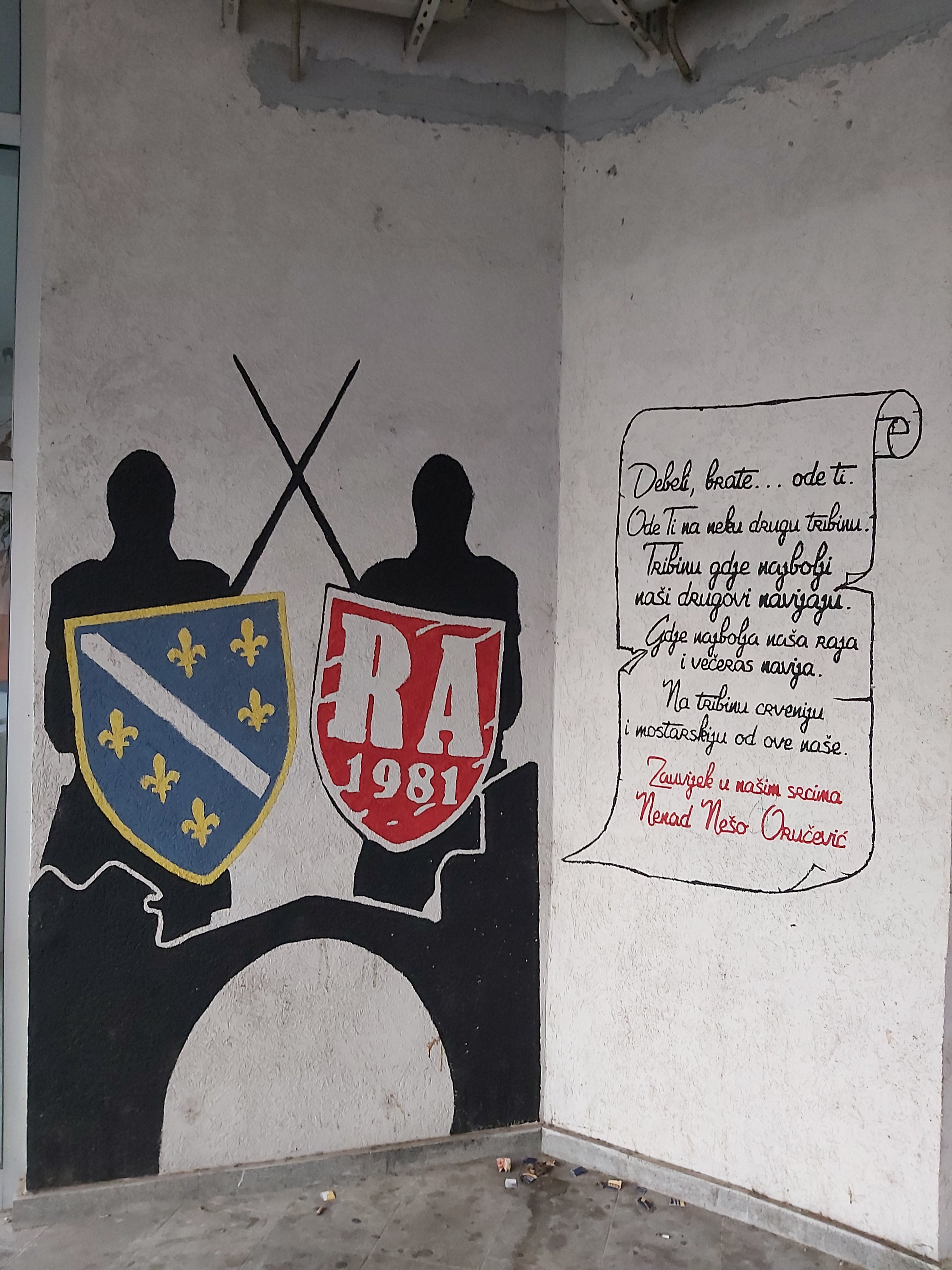
Mural Red Army Mostar

Red Army Mostar – stowarzyszenie kibiców klubu piłkarskiego Velež Mostar.

## Opis
Stowarzyszenie powstało w 1981 po zwycięstwie Veležu w finale Pucharu Marszałka Tity z sarajewskim FK Željezničar. Początkowo zwało się Crveni šejtani („czerwoni szatani”), lecz szybko zmieniło nazwę na Red Army (z ang. „czerwona armia”). Kibice Veležu wzorowali się na angielskich organizacjach kibicowskich. W 1986 Red Army Mostar zorganizowało wyjazd 10 tys. kibiców do Belgradu, gdzie w finale Pucharu Marszałka Tity Velež mierzył się z Dinamem Zagrzeb. Wokół Red Army Mostar wykształciło się kilka pomniejszych grup, np.: Zealots, Eagles, Chicago, Furia, Carina. Rdzeń organizacji stanowiło ok. 100 osób. Szacuje się, że liczba stałych członków wynosiła do 1000. Tradycyjnym głównym przeciwnikiem byli kibice Hajduka Split, zrzeszeni w grupie Torcida. W latach 80. XX wieku kibice Red Army dokonali kilku głośnych aktów wandalizmu – w 1986 zdemolowali 40 aut splickich kibiców; w 1987 na meczu w Tuzli, podczas którego Velež stracił szansę na mistrzostwo Jugosławii, doszło do zamieszek, które lokalna prasa określiła jako „Jugo-Hejsel” (w nawiązaniu do tragedii na Heysel z 1985). W 1991 Red Army było pierwszą organizacją kibicowską, która oficjalnie zarejestrowała się w Jugosławii jako stowarzyszenie obywatelskie pod pełną nazwą Udruženje građana „Klub navijača Red Army Mostar” (Stowarzyszenie Obywatelskie „Klub kibiców Red Army Mostar”). Po rozpadzie Jugosławii Velež Mostar rozpoczął grę w lidze bośniackiej. Z kolei działania jego kibiców straciły na dynamice. Od sezonu 1998/1999 grupa zaczęła wykazywać się większą aktywnością, choć ze znacznym spadkiem liczby chuligańskich ekscesów. Udało się także wybudować trybunę dla kibiców Red Army Mostar.
Mottem grupy jest „Mostar u srcu, Velež do groba!” („Mostar w sercu, Velež po grób!”), zaś hasłem „Prestati nećemo nikada” („Nigdy nie przestaniemy”). Red Army Mostar zajmują wschodnią trybunę stadionu Rođeni. Kibice Red Army Mostar deklarują się jako przeciwnicy nacjonalizmu, kibicem klubu może zostać każdy bez względu na narodowość.